# Cebrio amphimalloides
Cebrio amphimalloides là một loài bọ cánh cứng trong họ Cebrionidae. Loài này được Escalera miêu tả khoa học năm 1914.